# Oplanići
Oplanići (Servisch cyrillisch Опланићи) is een plaats in de Servische gemeente Kraljevo. De plaats telt 911 inwoners (2002).